# Albert Déchelette
Rémy Élie Albert Déchelette est un industriel, critique littéraire et conservateur de musée français, né le 31 mai 1874 à Roanne et mort le 23 février 1935 à Roanne.

## Biographie
Fils de Jacques Henry Déchelette, fabricant de cotonnades, et de Louise Rachel Moreau, Rémy Élie Albert Déchelette nait le 31 mai 1874 au domicile de ses père et mère situé à Roanne, Rue du Phénix.
Il épouse, le 26 juin 1899, à Bort-l'Étang, Guillemine Noémie Yvonne Goyon (1874-1961), fille de Joseph Gabriel Goyon et de Louise Hélène Berger, petite-fille d'Hippolyte Goyon. De cette union, nait :
- Jacques Louis (1900-1969),

Il décède le 23 février 1935 en son domicile situé à Roanne, 16 rue d'Albon.

## Formation
Élève de l'institution Saint-Louis-de-Gonzague de Roanne puis de l'Institution des Chartreux, à Lyon, il poursuit des études classiques à la faculté de lettres de Lyon qui le mènent, en 1895, à la licence.

## Durant la guerre
Après avoir commandé pendant près de deux ans dans l'ambulance de la 63e division d'infanterie, il détaché, dès 1917, en qualité d'agent de liaison, à l'état-major américain. Il semble que sa parfaite maîtrise de la langue anglaise, son charme et ses manières permettent de surmonter les premières incompréhensions entre les troupes françaises et américaines et permettent l'organisation de leurs hôpitaux de base.
Le 5 novembre 1931, il est nommé chevalier de la Légion d'Honneur, en sa qualité de lieutenant d'administration.

## Publications et discours
Il est directeur de publication du périodique Rodumna : revue du pays roannais, dont il sera également secrétaire et chroniqueur, de sa création, en 1913, jusqu'à son arrêt en juillet 1914.
Critique littéraire, il est publié, en 1922, dans Le Monde illustré.
À compter de cette date, il collabore très activement avec l'hebdomadaire Journal de Roanne. Ses chroniques seront par ailleurs reprises par d'autres périodiques, tels que Le Gaulois, Le Journal des débats politiques et littéraires ou encore Le Figaro. Un recueil de quelques centaines de ses chroniques sera publié, en 1935, quelques mois après son décès, et préfacé par Louis Mercier.
On peut citer, parmi ses articles :
- Le grillon du boulanger, conte (1925)[12],
- En marge de l'Astrée, conte (1925)[15],
- La renaissance pascale, article (1926)[16],
- Paroles d'un revenant, article (1926)[17],
- Un soir de moisson, article (1926)[18],
- Le charme d'Annecy, article (1926)[19],
- Bruits dans la campagne, article (1926)[20],
- Au grand Saint-Hubert, article (1926)[21],
- Le Hibou compatissant ou la Pitié récompensée, conte (1926)[22],
- La vie de Laprade, biographie (1933)[23].

En 1924, à l'occasion des funérailles du peintre roannais, Émile Noirot, il prononce un discours retraçant la vie de l'artiste.

## Distinction et engagements
Il adhère, en 1899, à la toute jeune Ligue de la patrie française, organisation politique fondée, le 31 décembre 1898, en réaction à la création de la Ligue des droits de l'homme.
Il est nommé, par arrêté préfectoral en date du 4 mars 1920, conservateur du musée de la ville de Roanne, en remplacement de monsieur Picaud, décédé. Il assurera ses fonctions jusqu'à sa mort, son frère, François, étant nommé par le ministre des beaux-arts pour prendre sa suite, en mars 1935.
Passionné des arts sous toutes ses formes, il sera par ailleurs membres de diverses associations et sociétés, notamment :
- de l'Automobile Club d'Auvergne, en 1905[28],

- du syndicat d'initiative du Roannais qui vient de se créer de la distraction du syndicat d'initiative du Forez, en 1913[29],
- de la section roannaise de la société de géographie commerciale dont il est président en 1920[26],
- de la commission chargée de l'examen et de la réception des œuvres de la société des amis des arts de Charlieu, en 1921[30],
- de la société des amis des arts dont il est président, en 1924[24], fonction qu'il occupera jusqu'à son décès[31],
- de la chorale de la paroisse de Saint-Étienne, dont il est président en 1926[32],
- du conseil d'administration des officiers de réserve du Roannais auquel il est réélu, pour trois ans, en 1927[33],
- de la chorale mixte La Lyre roannaise[34],
- du comité des écoles libres[35],
- de la Diana[36], dont il est élu membre du conseil en 1933[37].